# Can Ter
Can Ter és un mas al sud del terme d'Amer (la Selva) inclosa a l'Inventari del Patrimoni Arquitectònic de Catalunya. Aquesta gran masia està datada de la fi del segle xix, amb reformes parcials posteriors. La casa destaca per estar dotada de dues garites de vigilància i espitlleres, situades prop de les cantonades del sector més pròxim a la carretera, l'antic camí de Girona a Amer.

## Arquitectura
Edifici aïllat de grans dimensions i de planta rectangular format per dues cases unides. Les façanes són arrebossades (originalment pintades de blanc) i consta de tres plantes i té una coberta de doble vessant a laterals. Per superar el desnivell, a la part de baix existeixen varis contraforts.
La façana principal consta, a la planta baixa, de dues portes emmarcades de pedra sorrenca i de dues finestres d'obra arrebossada. Una de les portes té una llinda monolítica horitzontal i l'altra, secundària, té forma d'arc rebaixat i la llinda de tres blocs. A la llinda monolítica de l'entrada principal hi ha gravada, de difícil lectura, la data de 1806. El primer pis consta de diverses finestres, una de les quals està emmarcada de pedra sorrenca i té la llinda monolítica. El segon pis presenta una finestra d'obra d'arrebossat.
Entre la planta baixa i el primer pis, a la cantonada nord-oriental, existeix una garita defensiva de secció circular adossada les parets. A la part occidental, actualment a l'altura de la terrassa n'hi ha una altra, una mica més reduïda i sense tanta visibilitat com la primera, ja que la tapa el pou que puja fins a la terrassa. Estan fetes d'obra de rajola arrebossada. Al llenç de paret nord, entre les dues torretes adossades hi ha un seguit d'espitlleres i dues grans finestres amb una imponent reixa de ferro de forja.
Al sector occidental, a l'altura del primer pis, hi ha una gran terrassa sobre tres obertures en forma d'arc de mig punt rebaixat de rajola. Per sobre la terrassa, al segon pis, hi ha tres obertures seguides d'arc de mig punt, dues d'elles tapades, amb barana de rajola.
El ràfec està format per tres fileres, dues de rajola i una intermèdia de teula.